# École supérieure d'informatique électronique automatique
L'École supérieure d'informatique électronique automatique (ESIEA) est l'une des 204 écoles d'ingénieurs françaises accréditées au 1er septembre 2022 à délivrer un diplôme d'ingénieur,.
Implantée à Paris 5e (siège), Ivry-sur-Seine (Val-de-Marne), Laval (Mayenne), Agen (Lot-et-Garonne) et Dax (Landes), elle forme des ingénieurs généralistes dans le domaine des sciences et technologies du numérique.
L'ESIEA fait partie des 64 établissements d'enseignement supérieur privé français reconnus à ce jour d'intérêt général par l'État (label EESPIG). Elle est membre de la Conférence des directeurs des écoles françaises d'ingénieurs (CDEFI), de la Conférence des grandes écoles (CGE) et de l'Union des grandes écoles indépendantes (UGEI).

## Histoire
Maurice Lafargue crée en 1958, rue Antoine-Dubois dans le 6e arrondissement de Paris, ce qui est alors l'École Supérieure d'applications Électroniques et Automatismes (ESEA). L’école change de nom pour École Supérieure d'Informatique Électronique Automatique (ESIEA) en 1968.
En 1973, l'école s'installe rue Vésale dans le 5e arrondissement de Paris. En 1975, Maurice Lafargue fait don de l'école à l'Association des anciens élèves et amis de l'ESIEA (AAEA-ESIEA) créée 15 ans plus tôt, le 6 janvier 1960.
En 1985, la Commission des titres d'ingénieur habilite l'école à délivrer le diplôme d'ingénieur. Un nouveau campus s'ouvre à Ivry-sur-Seine, dans l'ancienne usine Pierrot Gourmand. L'école ouvre en 1993 un nouveau campus à Laval en coopération avec les collectivités locales et régionales de la Mayenne et des Pays de la Loire. Ce campus propose le même enseignement et délivre le même diplôme d'ingénieur que celui de Paris.
En 1994, l'association change à nouveau de nom pour devenir « Groupe ESIEA ». Deux ans plus tard, en 1996, l'association crée son premier pôle de recherche dédié à la réalité virtuelle et aux systèmes embarqués sur son campus de Laval. À partir de septembre 1997, viendra s'ajouter à « ESIEA Recherche » la compétence en Extraction de Connaissances à partir de Données (ECD). Et en 1998, elle crée l'institut ESIEA proposant les activités de formation continue et professionnelle sur ses sites de Paris et Laval.
En 2002, en plus de l'école d'ingénieur ESIEA, l’association met en place une seconde entité, l’école supérieure d'ingénierie informatique IN'TECH. La même année, l'école participera lors d'une joint-venture avec le groupe SEGEPEC à la fondation de l'École Marocaine d'Informatique, Automatique, Électronique (EMIAE) à Casablanca[source secondaire souhaitée].
La recherche du Groupe ESIEA se diversifie en 2007 avec la création du laboratoire Cryptologie et virologie opérationnelles dirigé de 2008 à 2019 par Éric Filiol. Le laboratoire changera de nom en 2014 pour Confiance numérique et sécurité (CNS)[réf. souhaitée].
En 2009, l'ESIEA s'associe avec Euridis Business School pour ouvrir un centre de formation d'apprentis, le CFA-ITE, spécialisé dans les métiers du numérique[réf. souhaitée]. La même année, elle s’associe également à l'Université de technologie de Troyes (UTT) pour mettre en place des échanges de programmes de double-diplômes, ainsi que des projets de recherches et de doctorats.
En 2015, le campus de Laval obtient l'autorisation par la CTI d'ouvrir une formation d'ingénieur par l'apprentissage en collaboration avec le CFA Inter-Universités des Pays de la Loire. Elle ouvre également le laboratoire LDR (Learning Data Robotics) dirigé par Lionel Prevost. 
En parallèle, l'école IN'TECH ouvre un campus dans le sud-ouest à Agen. En 2016, l'école est reconnue comme Établissement d'Enseignement Supérieur Privé d'Intérêt Général (EESPIG). 2017 voit la mise en place d’une section internationale dès la première année ainsi que l'ouverture d'un nouveau campus IN'TECH à Dax. D'autres campus vont ouvrir dans le sud dans les années suivantes à Pamiers, Nîmes, Montauban, Maubeuge et Les Sables d'Olonne. En 2022, à la suite de difficultés de gestion dues à la crise du Covid-19 le groupe AEN à qui appartenait IN'TECH est mis en procédure de sauvegarde judiciaire afin de préserver les différents campus.
En juillet 2023, l'ESIEA englobe les formations IN'TECH du groupe AEN à la suite de sa liquidation judiciaire. Elles prennent l'appellation "Expert" sous la marque ESIEA. Les campus de Agen et à Dax sont repris.

## Enseignement

### Formation d'ingénieurs
L'école délivre un unique diplôme du type ingénieur généraliste pour les étudiants en formation initiale et en apprentissage, qu'ils soient à Paris ou Laval.

#### Cycle ingénieur
L’enseignement en troisième année est consacré aux mathématiques associées à l’informatique.
En fin d'année, l'élève opte pour une filière principale : systèmes d'information ou systèmes embarqués. En cinquième année, il choisit une majeure.
Selon la CTI, « La forte part des projets est une caractéristique de la formation de l’ESIEA ».

### Mastère Spécialisé et BADGE
L’école propose trois programmes d'experts en CyberSécurité labélisés par la Conférence des Grandes Ecoles : un Mastère Spécialisé et deux programmes de formation continue BADGE.

### Parcours en sécurité informatique
L’ESIEA propose un parcours spécialisé en sécurité informatique, de l'année A2 à l'année d’étude A5, qui peut être prolongé par un mastère spécialisé comme le MS-SIS ou un BADGE. L'école est labellisée SecNumedu par l’Agence nationale pour la sécurité des systèmes d’information (ANSSI).

### Formation à l'international
L’ESIEA adhère au programme européen d’échange Erasmus-Socrates et franco-brésilien BRAFITEC.
L'école a conclu des partenariats avec plus de 60 universités étrangères.
Depuis la rentrée 2017, l'école propose un cursus international dès la première année (bac+1), avec 75 % des cours dispensés en langue anglaise[réf. souhaitée].

### Programmes Experts
Présentes sur 3 campus (Ivry-Sur-Seine, Dax et Agen), les formations d’experts[source insuffisante] titrées RNCP de niveau 6 et 7 proposent 2 bachelors Bac+3 en Développement de logiciel web et mobile et en Administration systèmes, réseaux & sécurité ; ainsi que 2 mastères Bac+5 en Expertise d’ingénierie du développement d’applications et en Architecture Cloud, DevSecOps & Cybersécurité.

## Laboratoires de recherche
L'école mène des projets de recherche applicative en partenariat avec des entreprises et des universités françaises et étrangères. L'activité des laboratoires et pôles de recherche concerne : la confiance numérique et la sécurité ; l'art et la recherche numérique ; les interactions numériques santé et handicap ; le domaine du Learning, Big Data & Mobile Robotics (LDR).
- Confiance numérique et sécurité (CNS) : Laboratoire à finalité opérationnelle, le CNS[14] (Confiance numérique et sécurité) aborde l’ensemble des domaines liés à la cyberdéfense et à la cybersécurité (sécurité de l’information et des systèmes). Un étudiant peut rejoindre un laboratoire en deuxième année via le parcours « Espoir recherche ».
- Interactions numériques santé et handicap (INSH) :Le laboratoire Interactions numériques santé et handicap (INSH) traite de l’apport des technologies de la réalité virtuelle et des systèmes embarqués, et plus généralement des systèmes numériques interactifs, dans le champ de la santé et du handicap[15]. Il vise la conception de modèles et de méthodes pour la prise en charge des incapacités, ainsi que l’intégration des technologies pour le développement d’outils et d’interfaces (en rapport avec la réalité virtuelle). Le projet Cervo (Chirurgie éveillée sous réalité virtuelle dans le bloc opératoire) a permis la première opération d’un patient éveillé grâce à des lunettes de réalité virtuelle[16].
- Art et recherche numérique (ARNUM) : Créé en 2007, l’exploratoire ARNUM[17] est un espace de création transdisciplinaire (traitement de l’image, réalité virtuelle, cartographie, robotique, programmation) où s’expriment artistes et étudiants de l’ESIEA grâce aux compétences acquises lors leur formation. L’ARNUM accompagne le développement personnel et l’ouverture d’esprit des étudiants par le biais de la créativité.